# Snoesje
Snoesje (originele titel: Sibylline) is een stripreeks bedacht door de Belg Raymond Macherot. Later nam André Taymans deze reeks over.

## Inhoud
Deze reeks gaat over een vrouwelijke muis genaamd Snoesje. Bedenker Macherot omschreef het hoofdpersonage als een kleine feeks oftewel een vrouw die haar mannetje staat. De eerste verhalen gaan over de strijd tussen de huismuizen Snoesje en Taboem tegen de domme huiskat Pantoffel, maar na een paar verhalen trekt Snoesje de natuur in. Hier ontmoet de kleine muis onder andere de rat Anthraciet, de kraai Flouzemaker en de egel en brigadier Verboten. Later heet het land opeens Gutaperka en krijgt Snoesje vreemdere tegenstanders zoals een tovenaar en een vampier.

## Personages
Hieronder volgen een aantal van de belangrijkste personages. Het zijn allemaal dieren.
- Snoesje (originele naam: Sibylline), het titelpersonage, een slimme huisvrouw en een muis
- Taboem (originele naam: Taboum), de verloofde van Snoesje en ook een muis
- Anthraciet (originele naam: Anathème), een rat en tegenstander van Snoesje, leidt een troep ratten
- Verboten, een egel en agent
- Flouzemaker, een kraai die een winkel leidt, neemt later de hoofdrol over van Snoesje
- Hokpok, een tovenaar die later slecht blijkt te zijn.

## Publicatiegeschiedenis

### Voorgeschiedenis
Onder invloed van Walt Disney werden antropomorfe dieren steeds populairder in strips. Uitgever Raymond Leblanc wilde zoiets ook in Tintin/Kuifje en dus tekende Tibet oorspronkelijk Chick Bill met menselijke dieren. Artistiek directeur Hergé weigerde het echter te publiceren aangezien het volgens hem niet zou werken waarna Tibet de karakters veranderde in mensen. Halverwege de jaren 50 verschenen er steeds meer strips met antropomorfe dieren bij concurrerende stripbladen Spirou/Robbedoes en Ons Volkske. Vervolgens verscheen de strip Chlorophyl bij Tintin/Kuifje van de Belg Raymond Macherot. In 1964 verliet Macherot Tintin/Kuifje en ging hij naar concurrent Spirou/Robbedoes. De uitgeverij van Tintin/Kuifje, Le Lombard, beloofde namelijk aan Macherot geen gekartonneerde albums meer en de uitgeverij van Spirou/Robbedoes, Dupuis, beloofde dat wel. Ook had Macherot enkele goede vrienden bij Spirou/Robbedoes. Zijn reeksen zette Macherot niet verder, want hij had bijna alle personages die hij creëerde bij Tintin/Kuifje verkocht aan dat blad. Macherot had alleen het personage Anthraciet van de strip Chlorophyl niet verkocht. De eerste strip die Macherot tekende voor Spirou/Robbedoes was Poezekat in 1964, met menselijke dieren in de hoofdrol.

### Macherot-Deliège (1965-1990)
Het eerste verhaal Snoesje verscheen in 1965 in Spirou/Robbedoes. Doordat uitgever Charles Dupuis graag Chlorophyl in Spirou/Robbedoes gewild zou hebben, zou deze strip erop lijken. Macherot maakte de wereld van Snoesje wel zachtaardiger, omdat Dupuis op een jonger publiek mikte dan Le Lombard.
Macherot had echter regelmatig last van depressies, daarom werd hij in de jaren 70 voor zijn scenario's geregeld geholpen door Paul Deliège. Deliège schreef de scenario's van 1972 tot 1976. Ook verschenen er in de jaren 70 enkele Snoesje-verhalen in het Nederlandse stripblad Donald Duck. Van 1967 tot 1985 verschenen er elf albums bij uitgeverij Dupuis.
De laatste verhalen uit Spirou/Robbedoes verschenen echter niet in albumvorm. De uitgevers hadden inmiddels geen interesse meer voor Macherots werk. Rond 1990 ging Macherot op pensioen, waarna de stripreeks voor een aantal jaar werd stopgezet. Dat was tevens de laatste keer dat er een vervolgverhaal van Snoesje in Spirou/Robbedoes verscheen.

### Taymans-Macherot-Corteggiani (2006-2009)
Later vonden Macherot en zijn vrouw twee volledige verhalen die waren voorgepubliceerd in Spirou/Robbedoes, maar nooit in albumvorm waren verschenen. Vervolgens zochten ze een uitgever die bereid was de verhalen in albumvorm in zwart-wit uit te geven. In maart 2005 aanvaardde Stephan Caluwaerts dat aanbod, ondanks dat andere uitgevers dat eerder weigerden. Caluwaerts las in zijn jeugd graag Snoesje en bij zijn ontmoeting met Macherot stelde hij voor om de reeks nieuw leven in te blazen. Caluwaerts benaderde hiervoor de Belg André Taymans. Na een test keurde Macherot en zijn vrouw Taymans het goed. Macherot en Caluwaerts startten ook in 2005 een uitgeverij genaamd Éditions Flouzemaker om oudere reeksen van Macherot opnieuw uit te geven en opnieuw op te starten, waaronder deze stripreeks. Macherot en zijn vrouw hielden ook toezicht op de nieuwe verhalen. Al gauw mocht Taymans echter al zijn zin doen. Er verschenen eerst twee nieuwe albums in 2006 en een heruitgave. Het eerste album was ondanks de lage verwachtingen van de boekverkopers snel uitverkocht. Het vierde album, La prophétie de Godetia, werd voorgepubliceerd in de Belgische krant Le Soir. Taymans schreef en tekende de nieuwe verhalen, die niet in het Nederlands verschenen.
Macherot overleed in 2008. Dit gebeurde terwijl Taymans het album La prophétie de Godétia tekende en Taymans aarzelde om dat verhaal af te maken. Het verhaal werd afgemaakt en er verscheen nog een vijfde album, net als de vorige verhalen bij Éditions Flouzemaker. Alleen het scenario van dat vijfde album uit 2009 werd geschreven door de Fransman François Corteggiani met tekeningen van Taymans. Dit gebeurde op verzoek van Corteggiani die een bewonderaar van het werk van Macherot is. Taymans vond het verderzetten van de reeks na Macherots overlijden echter een vergissing. In augustus 2015 beëindigde Taymans zijn samenwerking met Éditions Flouzemaker, die de rechten van Snoesje bezitten.

### Corteggiani-Netch: De nieuwe avonturen van Snoesje (2017-2018)
In mei 2017 kondigde Casterman een nieuwe reeks aan met Corteggiani opnieuw als scenarist en Netch als tekenaar. Netch wilde eens samenwerken met Corteggiani en Corteggiani stelde deze reeks dan voor. Het eerste album verscheen in juni 2017. Er debuteerden nieuwe personages. Het album verscheen zowel in het Frans als het Nederlands.
In september 2018 verscheen er in het Frans een tweede album. De Nederlandse vertaling verscheen in januari 2019.
Corteggiani overleed in september 2022.

## Verhalen

### Alle verhalen in Spirou/Robbedoes
De meeste verhalen zijn geschreven en getekend door Raymond Macherot. Het korte verhaal Snoesje en de verjaardagstaart uit 1970 werd geschreven door Yvan Delporte. Alle verhalen die in Spirou/Robbedoes verschenen tussen 1972 en 1976, werden geschreven door Paul Deliège.
| Titel                          | Originele titel                       | Aantal pagina's | Publicatiejaar Spirou |
| ------------------------------ | ------------------------------------- | --------------- | --------------------- |
| Snoesje                        | Sibylline                             | 20              | 1965                  |
| Snoesje & Co                   | Sibylline et Cie                      | 20              | 1965                  |
| Snoesje en de knol             | Sibylline et la betterave             | 20              | 1965-1966             |
| Snoesje en de snoeshaan        | Sibylline et l’imposteur              | 20              | 1966                  |
| Snoesje in gevaar              | Sibylline en danger                   | 40              | 1967                  |
| 'n Kerstboom voor Snoesje      | Un sapin pour Sibylline               | 4               | 1967                  |
| Doet 'n tegenaanval            | Sibylline contre–attaque              | 30              | 1968                  |
| Snoesje en de bijen            | Sibylline et les abeilles             | 30              | 1969                  |
| Snoesje's Kerstavond           | La soirée de Noël de Sibylline        | 4               | 1969                  |
| Snoesje en de verjaardagstaart | Sibylline et le gâteau d’anniversaire | 2               | 1970                  |
| Snoesje en het kleine circus   | Sibylline et le petit cirque          | 30              | 1970                  |
| Snoesje en het rose stokje     | Sibylline et la baguette rose         | 14              | 1971                  |
| Gossiemijne!                   | Ca, c’est du gâteau !                 | 8               | 1972                  |
| Snoesje en de piraten          | Sibylline contre les pirates          | 38              | 1972-1973             |
| Zakje neemt de benen           | Gudu s’évade                          | 14              | 1973                  |
| Snoesje vliegt weg             | Sibylline s’envole                    | 44              | 1974                  |
| Snoesje en de koekoek          | Sibylline et le coucou                | 5               | 1974                  |
| Snoesje en de zwarte dassen    | Sibylline et les cravates noires      | 44              | 1975-1976             |
|                                |                                       | 2               | 1976                  |
| De boze elixer                 | Elixir le maléfique                   | 26              | 1977-1978             |
| Burokeratz de vampier          | Burokratz le vampire                  | 23              | 1980                  |
| De fatale vlo                  | Sibylline et la puce fatale           | 10              | 1981                  |
| De spookkast                   | Le buffet hanté                       | 11              | 1981                  |
| Flouzenmaker en de toverhoed   | Flouzemaker et le chapeau magique     | 28              | 1981                  |
| Flouzenmaker en Patakes        | Flouzemaker et Patakés                | 11              | 1981                  |
| Zagabors viool                 | Le violon de Zagabor                  | 24              | 1982                  |
| Flouzenmaker met vakantie      | Flouzemaker en vacances               | 5               | 1982                  |
| Snoesje en de Kulgude          | Sibylline et le Kulgude               | 47              | 1982-1983             |
| De fabelnacht                  | La nuit fantastique                   | 24              | 1983                  |
| Patakes en de Pinjoef          | Patakes et le Pignou                  | 9               | 1984                  |
|                                | La dame en noir                       | 22              | 1984                  |
|                                | Sibylline et le vase enchanté         | 15              | 1985                  |
|                                | Flouzemaker et l’amour                | 10              | 1985                  |
| Snoesje en Tannhauser          | Sibylline et Tanauzere                | 44              | 1985                  |
| Mispunt Knagemond is terug!    | Le retour d’Anathème                  | 20              | 1985                  |
| Nog sterker                    | Mystère et frimas                     | 15              | 1986                  |
| Snoesje en Smiling Emiel       | Sibylline et Smiling Emyle            | 10              | 1987                  |
| De lenteridder                 | Le chevalier printemps                | 6               | 1987                  |
| Het dwaallicht                 | Sibylline et le feu follet            | 10              | 1987                  |
| Met vakantie                   | Sibylline en vacances                 | 4               | 1987                  |
| Snoesje verhuist               | Sibylline déménage                    | 44              | 1989                  |
| Voor we een begin maken        | Sibylline et le murmuhr               | 46              | 1990                  |

### Albums

#### Eerste reeks
Onderstaande albums werden uitgegeven door Dupuis. De verhalen werden voorgepubliceerd in Spirou/Robbedoes en werden getekend door Raymond Macherot. Macherot schreef ook de meeste scenario's, maar Paul Deliège schreef er ook enkele. Niet alle verhalen uit Spirou/Robbedoes werden als album uitgebracht.
| Nr. | Titel                           | Originele titel                   | Uitgavejaar album |
| --- | ------------------------------- | --------------------------------- | ----------------- |
| 1   | Snoesje en de knol              | Sibylline et la betterave         | 1967              |
| 2   | Snoesje in gevaar               | Sibylline en danger               | 1968              |
| 3   | Snoesje en de bijen             | Sibylline et les abeilles         | 1971              |
| 4   | Snoesje en het kleine circus    | Sibylline et le petit cirque      | 1974              |
| 5   | Snoesje vliegt weg              | Sibylline s'envole                | 1975              |
| 6   | Snoesje en de zwarte dassen     | Sibylline et les cravates noires  | 1977              |
| 7   | Snoesje en de boze Elixir       | Sibylline et Elixir le maléfique  | 1979              |
| 8   | Snoesje en Burokratz de vampier | Sibylline et Burokratz le vampire | 1982              |
| 9   | Snoesje en de toverhoed         | Sibylline et le chapeau magique   | 1983              |
| 10  | Snoesje en Zagabors viool       | Sibylline et le violon de Zagabor | 1984              |
| 11  | Snoesje en de Kulgude           | Sibylline et le Kulgude           | 1985              |

#### Tweede reeks
Onderstaande albums werden uitgegeven door Éditions Flouzemaker. Alle verhalen werden getekend door André Taymans.
Het derde album is een heruitgave van het album Snoesje en het kleine circus uit de eerste reeks met een andere titel. Taymans schreef ook de scenario's, behalve het vijfde album waarbij het scenario geschreven werd door François Corteggiani. Macherot was ook betrokken bij de tweede reeks.
| Nr. | Titel                                   | Uitgavejaar album |
| --- | --------------------------------------- | ----------------- |
| 1   | Sibylline et la ligue des coupe-jarrets | 2006              |
| 2   | Sibylline et le serment des lucioles    | 2006              |
| 3   | Sibylline et la lande aux sortilèges    | 2007              |
| 4   | Sibylline et la prophétie de Godetia    | 2008              |
| 5   | Traquenard à Saint-Florentin            | 2009              |

#### Derde reeks: De nieuwe avonturen van Snoesje
Onderstaande albums werden uitgegeven door Casterman. De verhalen werden geschreven door François Corteggiani en getekend door Netch.
| Nr. | Titel                                | Originele titel              | Uitgavejaar album |
| --- | ------------------------------------ | ---------------------------- | ----------------- |
| 1   | Het geheim van Melanie Distel        | Le secret de Mélanie Chardon | 2017              |
| 2   | De vampier en de winkel van de prins | Le vampire de la lune rousse | 2018              |

1. ↑  De Nederlandse vertaling verscheen in 2019.[31]

#### Buiten reeks
In 2002 verscheen het album L'aéro camelot bij Editions l'Age d'Or. Dit is het laatste Snoesje-verhaal van Macherot.
In 2005 verscheen Sibylline déménage bij Éditions Flouzemaker, dat twee korte verhalen bevat die niet eerder in albumvorm verschenen.

### Integralen
Van 2011 tot 2013 verscheen er in het Frans een reeks van zes integrale albums bij uitgeverij Casterman. Alleen de verhalen van Macherot werden opgenomen in de integralen. Het zesde album bevat andere reeksen van Macherot, maar verscheen toch in dezelfde reeks.
1. 1965 - 1969 (2011)
2. 1969 - 1974 (2012)
3. 1975 - 1982 (2012)
4. 1982 - 1985 (2012)
5. 1985 - 1990 (2012)
6. Présente Mirliton et Pantoufle (2013)

## Spin-off: Pantoffel
Pantoffel (originele naam: Pantoufle) is een Frans-Belgische stripreeks oorspronkelijk geschreven door René Goscinny en getekend door Macherot. Het titelpersonage is de kat uit de eerste Snoesje-verhalen, waardoor Pantoffel een spin-off is van Snoesje. Er verscheen een eerste verhaal in 1966 in Spirou/Robbedoes. Dat verhaal telde twintig pagina's. Goscinny stopte echter ermee na dat ene verhaal, waarna Macherot het scenario ook schreef. Vervolgens verschenen er nog vier korte verhalen tussen 1979 en 1981 in Spirou van waarbij Macherot af en toe met de scenario's geholpen werd door Stephen Desberg.
In 2012 verscheen er een piratenuitgave in albumvorm van deze reeks. In 2013 publiceerde Casterman naar aanleiding van de eerdere 5 albums uit de reeks integralen van Snoesje een zesde album genaamd Sibylline présente Mirliton et Pantoufle waar Pantoffel en Minnolt, een andere strip van Macherot, in staan.